# Eroi in battaglia
Eroi in battaglia (Hearts of Stone) è un romanzo storico di Simon Scarrow, pubblicato in Italia nel febbraio del 2019 dalla casa editrice Newton Compton.
È il primo romanzo storico di Simon Scarrow ambientato nella seconda guerra mondiale.

## Trama

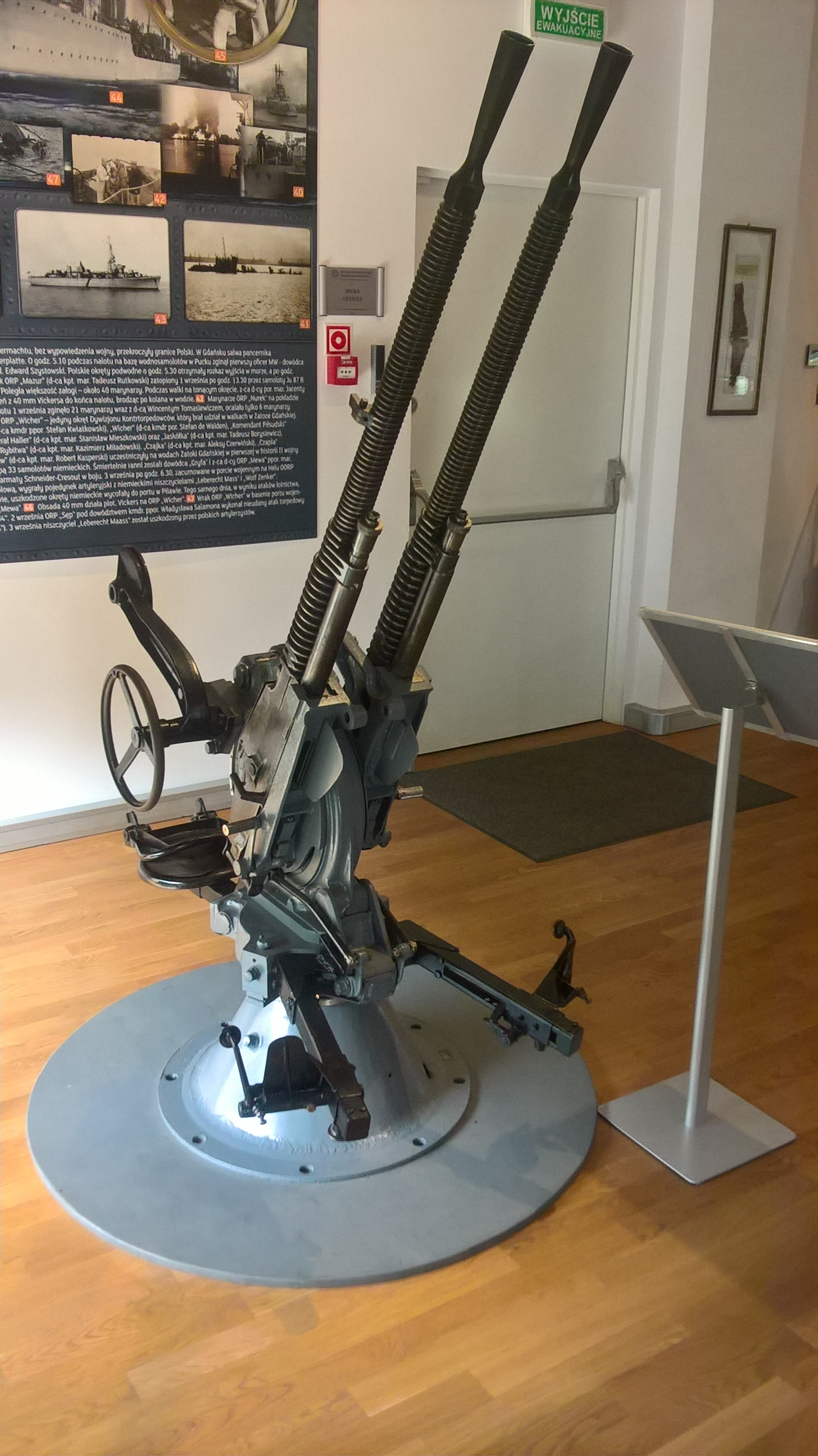
Mitragliatrice Hotchkiss, in dotazione alla marina Greca durante la seconda guerra mondiale

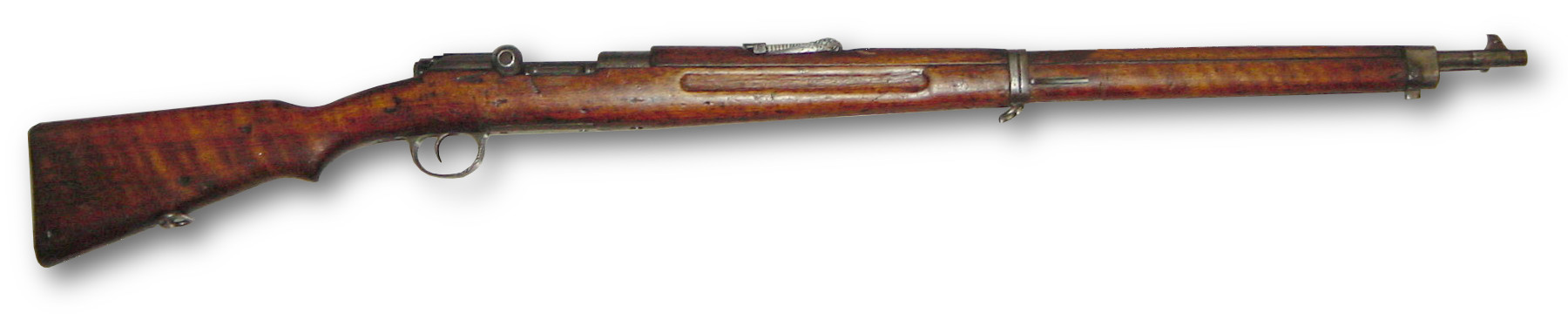
fucile Mannlicher Schoennauer, in dotazione alla marina Greca durante la seconda guerra mondiale

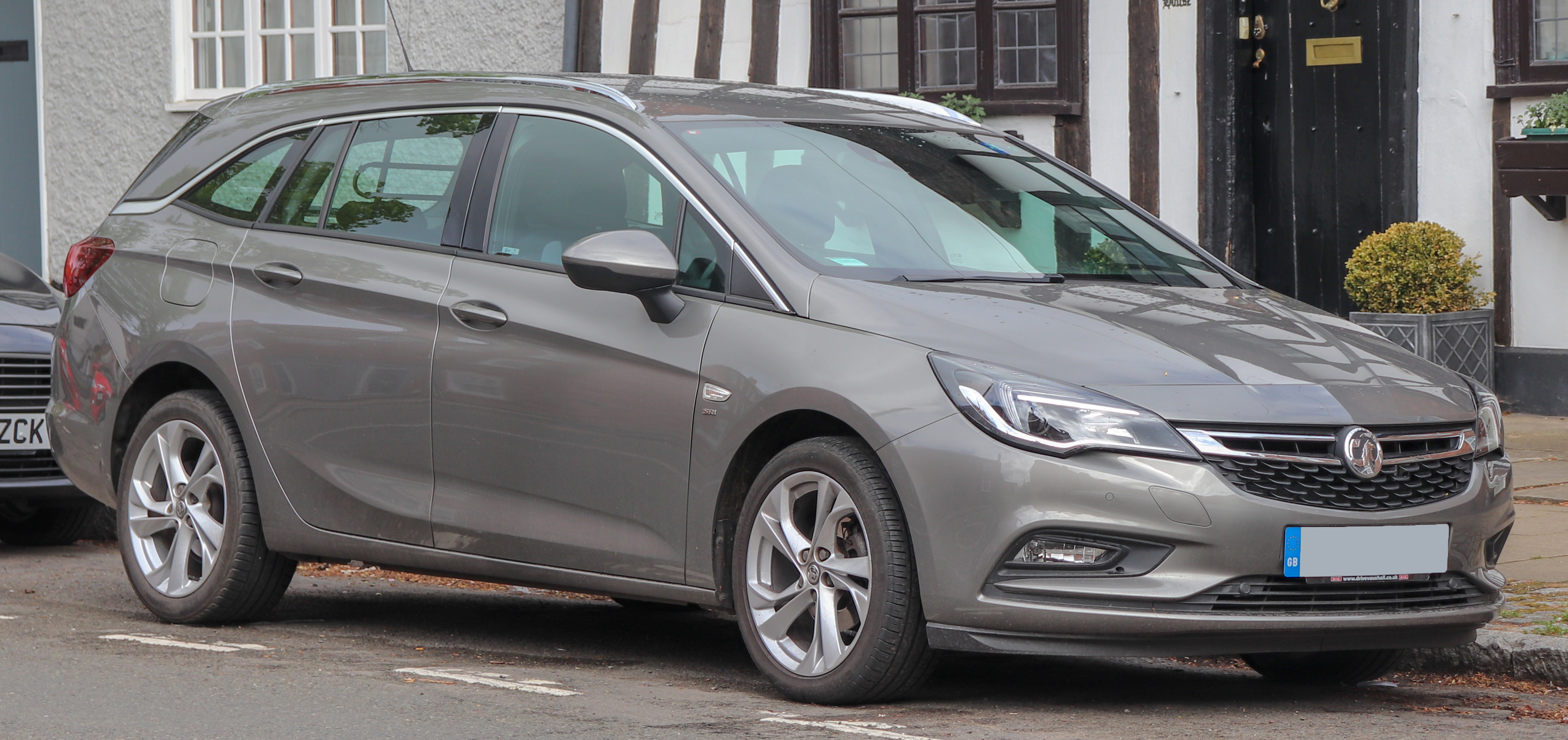
Una Astra Vauxhall, l'auto di Marita Hardy la madre di Anna

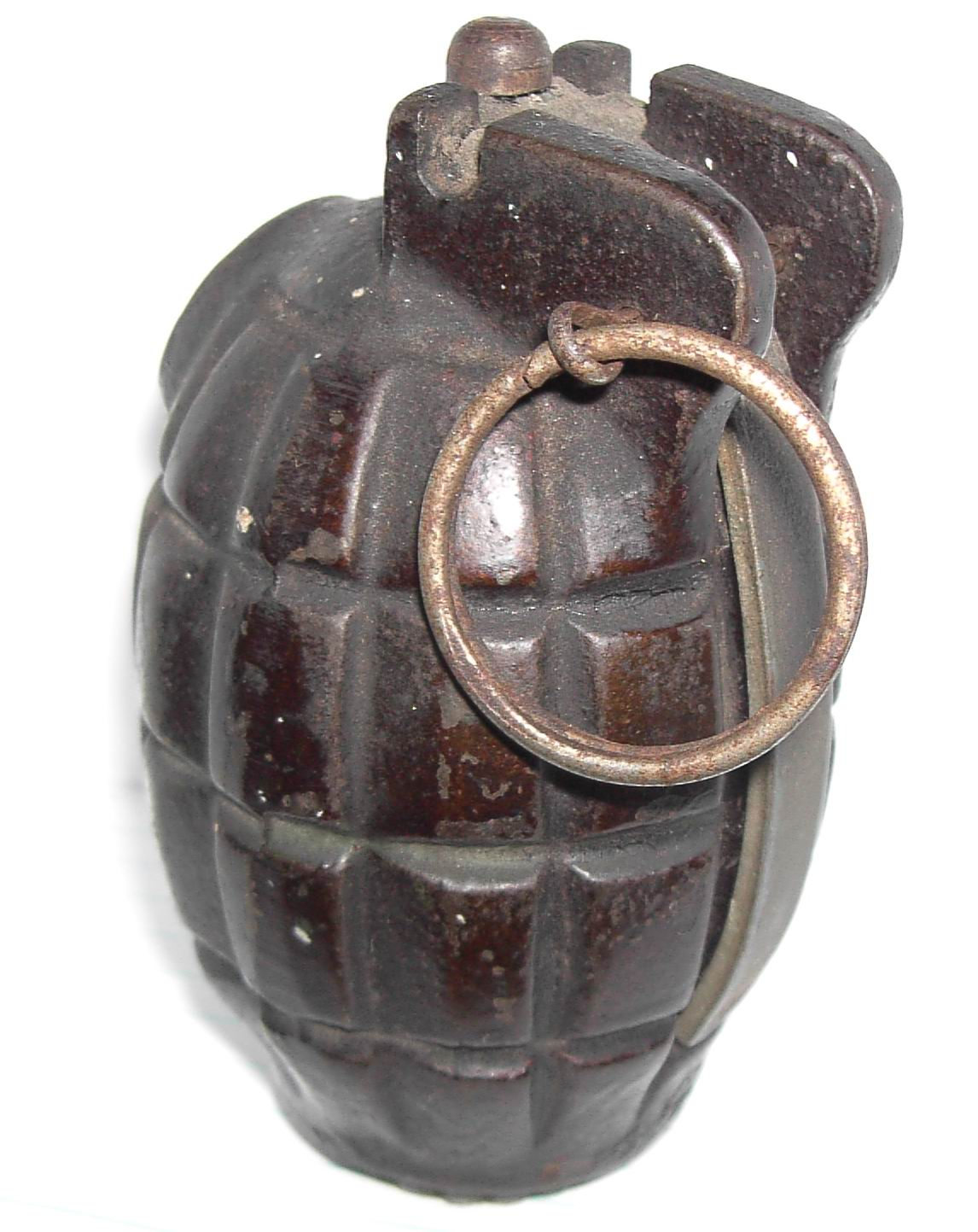
Granata Mills, fornita in abbondanza dagli inglesi alle truppe di resistenza greca mediante lanci paracadutati

Nel 1938 tre amici passano le giornate assieme sull'isola di Leucade, in Grecia, alla vigilia della seconda guerra mondiale.

Peter Muller, figlio di un archeologo tedesco, Eleni Thesskoudis, figlia del capo della polizia di Leucade, ed Andreas Katarides, figlio di un poeta di Leucade. 
Ai giorni nostri la nipote di Eleni, Anna, si reca dalla nonna per farsi raccontare vicende del periodo di guerra e ne resta affascinata.

Nel dicembre del 1940 Andreas viene imbarcato su un sottomarino dell'esercito greco come sottufficiale e nel marzo del 1941 effettua alcune missioni con l'obiettivo di affondare navi italiane. Durante una delle missioni il sottomarino rimane danneggiato e deve rientrare a Sivota per le riparazioni.

Mentre sono in attesa dei pezzi di ricambio, gli italiani, ormai supportati dai tedeschi, individuano la cala in cui è nascosto il sottomarino e si preparano all'attacco.

Andreas viene incaricato di predisporre le difese per coprire le operazioni di imbarco di viveri e rifornimenti sul sottomarino. Fa posizionare in punti strategici due mitragliatrici Hotckiss ed una mezza dozzina di uomini, armati con fucili Mannlicher risalenti alla prima guerra mondiale, tra le rocce.

L'assalto dei tedeschi ed italiani viene contrastato e nonostante Andreas perda molti uomini, riesce a rallentare i nemici giusto il tempo per far completare le operazioni di carico sul sottomarino e la partenza dello stesso, dove Andreas sale all'ultimo momento.
Rifugiatosi in Egitto, con gran parte dell'esercito greco, Andreas viene scelto dagli inglesi per partecipare, quale infiltrato, al sostegno dei ribelli che sull'isola di Leucade contrastano gli invasori.

Dopo un periodo di addestramento in Palestina, Andreas viene paracadutato sull'isola e prende contatto con una delle bande di insorti. Di quella banda fa parte anche Eleni, alla quale Andreas dichiara il suo amore, e ne viene corrisposto. Dopo alcuni mesi, durante un incontro con gli altri capi delle bande di insorti, Andreas ha una colluttazione con il capo della sua banda lo uccide e ne diventa lui il capo. In breve tempo diviene il capo di tutti gli insorti di Leucade arrecando molte perdite agli italiani.

Frattanto i tedeschi inviano sull'isola un ingente corpo di spedizione per sostituirsi agli italiani, che con l'armistizio hanno cambiato alleanza. Il tenente che guida i tedeschi è Peter Muller, richiesto sull'isola per la sua conoscenza della lingua.

Peter è agli ordini di un ufficiale delle SS che risulta essere l'ex aiutante del padre di Peter, quando questi prima della guerra gestiva gli scavi archeologici per la ricerca della tomba di Odisseo.

Obiettivo dei due diviene quindi la ricerca della grotta che il padre di Peter, prima di morire aveva segnalato di aver scoperto ma di non aver esplorato per il richiamo in patria a causa degli eventi bellici.

## Personaggi
- Peter Muller: Figlio del Dottor Karl Muller, capo degli scavi archeologici su Leucade.
- Eleni Thesskoudis: Figlia di Demetrios Thesskoudis, capo della polizia di Leucade.
- Andreas Katarides: Figlio di Spyridon Katarides, poeta.
- Karl Muller: Capo degli scavi archeologici su Leucade.
- Heinrich Steiner: Assistente del Dottor Muller.
- Spyridon Katarides: Poeta, molto famoso sia sull'isola che in Grecia.
- Demetrios Thesskoudis: Ispettore, capo della polizia di Leucade. Padre di Eleni.
- Rosa Thesskoudis: Moglie di Demetrios Thesskoudis. Madre di Eleni.
- Anna Thesskoudis: Insegnante di storia. Figlia di Marita, e nipote di Eleni.
- Marita Hardy-Thesskoudis: Insegnante in pensione che vive a Norwich. Figlia di Eleni.
- Dieter Muller: Ricercatore, nipote di Peter Muller.
- Capitano Iatridis: Capitano del sottomarino Papanikolis.
- Tenente Pilotis: Primo ufficiale del Papanikolis.
- Ingegnere capo Markinis: Imbarcato sul Papanikolis.
- Michaelis: Kapetan di una banda di Andartes della resistenza.
- Oberstleutnant Salminger: Comandante della guarnigione tedesca su Leucade.

## Edizioni
- Simon Scarrow, Eroi in battaglia, traduzione di Francesca Noto, collana Nuova Narrativa Newton, Newton Compton, 28 febbraio 2019,  p. 432, ISBN 978-88-227-2605-6.